# Хав'єр Акапо
'Хав'єр Акапо Мартінес (ісп. Javier Akapo Martínez; нар. 3 вересня 1996, Ельче, Іспанія) — гвінейський та іспанський футболіст, півзахисник клубу «Ібіца» та національної збірної Екваторіальної Гвінеї.

## Ранні роки
Народився в Іспанії в родині матері-іспанки та батька-вихідця з Екваторіальної Гвінеї.

## Клубна кар'єра
Вихованець скромних іспанських клубів «Культурал Каррус» та «Мондітерранео». У липні 2015 року розпочав футбольну кар'єру в «Коші». До 2020 року виступав за клуби з іспанських регіональних чемпіонатів «Бінефар», «Ілісіана», «Інтерсіті», «Торрев'єха» та «Редован». На початку вересня 2020 року став гравцем клубу Терсера Дивізіону «Кревілленте Депортіво». З кінця серпня 2021 року захищає кольори «Ібіци».

## Кар'єра в збірній
Представляв Екваторіальну Гвінею на Турнірі КОТІФ 2015. У футболці збірної Екваторіальної Гвінеї дебютував 16 листопада 2021 року в нічийному (1:1) поєдинку кваліфікації чемпіонату світу 2022 року проти «Мавританії».
Потрапив до списку гравців, які поїхали на кубок африканських націй 2021 року.

## Особисте життя
Хав'єр є молодшим братом професіонального футболіста Карлоса Акапо.

## Статистика виступів

### Клубна
Станом на 17 листопада 2021.
| Сезон             | Команда                 | Чемпіонат         | Чемпіонат | Чемпіонат | Нац. кубок | Нац. кубок | Нац. кубок | Конт. кубок | Конт. кубок | Конт. кубок | Інші кубки | Інші кубки | Інші кубки | Загалом | Загалом |
| Сезон             | Команда                 | Змаг.             | Матчі     | Голи      | Змаг.      | Матчі      | Голи       | Змаг.       | Матчі       | Голи        | Змаг.      | Матчі      | Голи       | Матчі   | Голи    |
| ----------------- | ----------------------- | ----------------- | --------- | --------- | ---------- | ---------- | ---------- | ----------- | ----------- | ----------- | ---------- | ---------- | ---------- | ------- | ------- |
| 2020-2021         | «Кревілленте Депортіво» | ТД                | 26        | 0         |            | -          | -          |             | -           | -           |            | -          | -          | 26      | 0       |
| 2021-2022         | «Ібіца»                 | СДР               | 11        | 0         |            | -          | -          |             | -           | -           |            | -          | -          | 11      | 0       |
| Усього за кар'єру | Усього за кар'єру       | Усього за кар'єру | 37        | 0         |            | -          | -          |             | -           | -           |            | -          | -          | 37      | 0       |

### У збірній
| Дата       | Місто   | Господарі  | Результат | Гості                | Турнір            | Голи | Примітки |
| ---------- | ------- | ---------- | --------- | -------------------- | ----------------- | ---- | -------- |
| 16-11-2021 | Нуакшот | Мавританія | 1 – 1     | Екваторіальна Гвінея | Відбір до ЧС 2022 | -    | 89'      |
| Усього     |         | Матчів     | 1         |                      | Голів             | 0    |          |